# Nicolletia
Nicolletia là một chi thực vật có hoa trong họ Cúc (Asteraceae).

## Loài
Chi Nicolletia gồm các loài: